# Sean Goss
Sean Richard Goss (Wegberg, 1º ottobre 1995) è un calciatore nordirlandese, centrocampista dell'AS Trenčín.

## Carriera
Cresciuto nelle giovanili di Exeter City e Manchester Utd, nel 2015 viene aggregato alla prima squadra dei Red Devils, dove in due anni non viene mai impiegato. Nel gennaio del 2017, quindi, si trasferisce allo Queens Park Rangers, dove colleziona 6 presenze in Championship. Nel gennaio del 2018, viene girato in prestito ai Rangers per l'intera stagione, giocando complessivamente 15 gare con 2 reti tra campionato e coppe. Rientrato dal prestito, a causa del poco spazio in rosa, gioca solo un incontro di Coppa di Lega inglese, e, nel 2019, viene girato in prestito ad un altro club scozzese, il St. Johnstone, dove gioca 6 partite nella massima serie locale. Nell'agosto successivo, si trasferisce allo Shrewsbury Town, militando per due stagioni nella terza divisione inglese. Nel 2021 va a giocare al Motherwell, sempre in Scozia.

## Statistiche

### Presenze e reti nei club
Statistiche aggiornate al 30 novembre 2021.
| Stagione               | Squadra                | Campionato             | Campionato | Campionato | Coppe nazionali | Coppe nazionali | Coppe nazionali | Coppe continentali | Coppe continentali | Coppe continentali | Altre coppe | Altre coppe | Altre coppe | Totale | Totale |
| Stagione               | Squadra                | Comp                   | Pres       | Reti       | Comp            | Pres            | Reti            | Comp               | Pres               | Reti               | Comp        | Pres        | Reti        | Pres   | Reti   |
| ---------------------- | ---------------------- | ---------------------- | ---------- | ---------- | --------------- | --------------- | --------------- | ------------------ | ------------------ | ------------------ | ----------- | ----------- | ----------- | ------ | ------ |
| gen.-mag. 2017         | QPR                    | FLC                    | 6          | 0          |                 | -               | -               |                    | -                  | -                  |             | -           | -           | 6      | 0      |
| 2017-gen. 2018         | QPR                    | FLC                    | 0          | 0          | CdL             | 0               | 0               |                    | -                  | -                  |             | -           | -           | 0      | 0      |
| gen.-mag. 2018         | Rangers                | SP                     | 10+3       | 2+0        | CS              | 2               | 0               |                    | -                  | -                  |             | -           | -           | 15     | 2      |
| 2018-gen. 2019         | QPR                    | FLC                    | 0          | 0          | FACup+CdL       | 0+1             | 0+0             |                    | -                  | -                  |             | -           | -           | 1      | 0      |
| Totale QPR             | Totale QPR             | Totale QPR             | 6          | 0          |                 | 1               | 0               |                    | -                  | -                  |             | -           | -           | 7      | 0      |
| gen.-mag. 2019         | St. Johnstone          | SP                     | 6          | 0          | CS              | 1               | 0               |                    | -                  | -                  |             | -           | -           | 7      | 0      |
| 2019-2020              | Shrewsbury Town        | FL1                    | 22         | 0          | FACup+CdL       | 6+0             | 1+0             |                    | -                  | -                  | EFLTrophy   | 3           | 0           | 31     | 1      |
| 2020-2021              | Shrewsbury Town        | FL1                    | 20         | 3          | FACup+CdL       | 1+0             | 0+0             |                    | -                  | -                  | EFLTrophy   | 2           | 0           | 23     | 3      |
| Totale Shrewsbury Town | Totale Shrewsbury Town | Totale Shrewsbury Town | 42         | 3          |                 | 7               | 1               |                    | -                  | -                  |             | 5           | 0           | 54     | 4      |
| 2021-2022              | Motherwell             | SP                     | 8          | 0          | CS+CdL          | 0               | 0               |                    | -                  | -                  |             | -           | -           | 8      | 0      |
| Totale carriera        | Totale carriera        | Totale carriera        | 75         | 5          |                 | 11              | 1               |                    | -                  | -                  |             | 5           | 0           | 91     | 6      |